# 市位のぞみ
市位 のぞみ（いちい のぞみ、3月19日 - ）は、日本の元グラビアアイドル。愛称はのんのん。茨城県出身。メタルボックスに所属していた。
旧芸名はのぞみ。

## 出演

### 映画
- レストラン
- おせんたく機 - 自主制作映画

### TV
- ヤンキー母校に帰る（TBS）
- ずばり言うわよ（TBS）
- アドレなガレッヂ（テレビ朝日）
- 僕だけのマドンナ（フジテレビ）
- 失恋歌合戦（フジテレビ）
- XEBEC ONLINE（東京MXテレビ）
- アイアイタイフーン（テレビ東京）
- 秋葉な連中R（テレビ東京）
- エンタ☆天国（東京MXテレビ）
- LOVEハリケーンIII（東京MXテレビ）
- ツボ屋与兵（日本テレビ）
- 女優魂（中京テレビ）
- スカ☆J（テレビ東京）
- ダチョリブレ（CSテレビ朝日）
- ネットテレビ 異端児ファクトリー
- モバHOでハッピーアワー

### 舞台
- 101匹萌えタン
- 101匹萌えタン 特別公演

### ラジオ
- 村山ひとしのキャラリンパ
- ハッピーハッピーのミュージックチャンネル

### DVD
1. Deep File Vol.3 - 2007年5月28日発売[2]

## 書籍

### 雑誌・新聞
- 週刊実話 11/30号（日本ジャーナル出版）
- FYTTE（学研）
- iハッピー・auハッピー（桃屋書房）
- 東京☆一週間（光文社）
- ほく・まん 2006 No.24 - 表紙
- 東京スポーツ新聞
- 日刊ゲンダイ
- MOTECO

### デジタル写真集
- 『101匹萌えタン』2006年7月
- 『PUREアイドル』
- 『小悪魔HIPにご用心』
- 『Peach NON』2007年1月
- 『Dear...』2007年9月

## イベント
- デジらく祭 (Vol.5〜7)
- 第一回miss mixi東京 決勝出場
- からくりかまきりぃ レギュラーMC
- からくりかまきりぃ

### 撮影会
- キャンディーガールズ撮影会
- サファイア撮影会
- JM撮影会
- SISTER撮影会

## インターネット

### 携帯サイト・WEB
- 現役女子高生ファイル
- ＠失礼します
- アイドルつく〜る
- モバイルトーク
- グラビアサイト エキゾチカ
- ミート・ザ・ガール フレッシュ編
- ミート・ザ・ガール デート編
- NEW!ダイナマイトチャンネル

### チャット
- アイドル誕生TV!（ぶんか社）
- チャッぱら!
- アイドル丼 - モエタンSpecial